# Rhamnophis
Genre
Rhamnophis est un genre de serpents de la famille des Colubridae.

## Répartition
Les espèces de ce genre se rencontrent dans la partie centrale de l'Afrique.

## Description
Ces serpents peuvent atteindre 1,8 m pour la plus grande espèce (Rhamnophis batesii).

## Liste des espèces
Selon The Reptile Database (21 mars 2012) :
- Rhamnophis aethiopissa Günther, 1862
- Rhamnophis batesii (Boulenger, 1908)

## Publication originale
- Günther, 1862 : On new species of snakes in the collection of the British Museum. Annals and Magazine of Natural History, ser. 3, vol. 9, p. 124-132 (texte intégral).